# 433
El 433 (CDXXXIII) fou un any comú començat en diumenge del calendari julià.

## Esdeveniments
- Petroni Màxim esdevé cònsol de l'Imperi Romà d'Occident.[cal citació]
- Pere Crisòleg esdevé el primer arquebisbe metropolità de Ravenna.[1]